# Cornelius (piwo)
Cornelius – marka polskiego piwa pszenicznego produkowanego przez Browar Piotrków w Piotrkowie Trybunalskim w województwie łódzkim. Piwo Cornelius posiada naturalny osad drożdżowy, co jest charakterystyczne dla niefiltrowanych piw fermentacji górnej. Tę cechę piwa Cornelius opisuje słowo "Hazy", umieszczany na etykietach wraz z zaleceniem, aby przed jego spożyciem odwrócić butelkę do góry dnem. Pierwsza warka Corneliusa została wyprodukowana w 2007 r. z zachowaniem Bawarskiego Prawa Czystości, a jej produkcji doglądał zaprzyjaźniony z Browarem Piotrków browarnik z Bawarii. Cornelius to pierwsze w Polsce piwo pszeniczne, które było ponownie refermentowane w butelce. Dziś taka wersja produkowana tylko okazjonalnie.

## Rodzaje piw
- Cornelius Hazy Grapefruit – nieklarowne piwo pszeniczne, wzbogacone naturalnym sokiem z grejpfruta, alk. 3%, IBU15,
- Cornelius Hazy Banan – nieklarowne piwo pszeniczne, wzbogacone naturalnym sokiem z banana, alk. 3%, IBU15,
- Cornelius Hazy APA – nieklarowne piwo typu ale, wyraziście chmielone, alk. 5%, IBU45,
- Cornelius Hazy APA 0% – nieklarowne piwo ale, bezalkoholowe,
- Cornelius Hazy IPA – nieklarowne piwo typu ale, wysoko chmielone, alk. 6,5%, IBU50,
- Cornelius IPA 0% – nieklarowne piwo typu ale, bezalkoholowe,
- Cornelius IPA & Whisky – nieklarowne piwo o wyczuwalnym smaku whisky, alk. 6%.[2]

## Ikonografia piwa
Od 2010 r. symbolem marki Cornelius jest kogut, który w średniowieczu funkcjonował na ziemiach piotrkowskich jako symbol dobrego piwa. Początkowo znak ten pojawiał się tylko na beczkach piwa, dziś stanowi część oprawy graficznej wszystkich etykiet piw Cornelius. Ich producent, Browar Piotrków, należy do firmy DRINK ID sp. z o.o.

## Nagrody i wyróżnienia
- Złoty medal w międzynarodowym konkursie Asia Beer Challenge w 2021 r. zdobył Cornelius Hazy IPA 0%.[3]
- Srebrne medale w międzynarodowym konkursie Asia Beer Challenge w 2021 r. otrzymały alkoholowe warianty Cornelius Hazy IPA i Cornelius Hazy APA.[3]
- Pierwsze miejsce w międzynarodowym konkursie Meininger’s International w 2020 r. w kategorii „Craft Beer Award” zdobył Cornelius Hazy IPA.[4]
- Trzecie miejsce w Konsumenckim Konkursie Piw Chmielaki Krasnostawskie w 2017r. w kategorii „napoje na bazie piwa Radler / Shandy” zajął Cornelius Grapefruit.[5]
- Pierwszą nagrodę w Konsumenckim Konkursie Piw Chmielaki Krasnostawskie w 2015 r. w kategorii „piwa w stylu belgijskim o podwyższonym ekstrakcie powyżej 14% Plato” otrzymał Cornelius Triple Blond.[6]
- Pierwsze miejsce w plebiscycie portalu Browar.biz w 2009 r. i w 2008 r. w kategorii „Piwa pszeniczne” zdobyło piwo Cornelius Weizen Bier.[7]
- Pierwsze miejsce w kategorii „Debiut Roku” oraz pierwsze miejsce w kategorii „Piwa pszeniczne” w plebiscycie portalu Browar.biz w 2007 r. zdobył Cornelius Weizen Beer.[8]
- Brązowy medal na XV Jesiennym Spotkaniu Browarników w 2007 r. w kategorii piw pszenicznych zdobył Cornelius Weizen Beer.[9]